# Honmonstret
Honmonstret (i original: Shelob), i Erik Anderssons översättning Lockan, är en jättespindel som förekommer i J.R.R. Tolkiens Sagan om Ringen. I boken lurar  Gollum huvudpersonerna Frodo och Sam Gamgi in i hennes håla. 
Monstret får tag i Frodo och försöker ta med honom till sitt bo, men i sista ögonblicket attackerar Sam henne; han lyckas skada henne så illa att hon flyr. Om Sam lyckas döda henne är osäkert och berättelsen antyder att hon eventuellt så småningom kan komma att läka sitt utstuckna öga.
Honmonstret är den sista avkomman av Ungoliant som i Silmarillion bistod den onde Melkor i att förgöra Valars heliga träd. 